# 円卓の生徒
『円卓の生徒』（えんたくのせいと）は、株式会社エクスペリエンス（チーム ムラマサ）が製作したWindowsPC（XP/Vista/7）用のファンタジー3DダンジョンRPG。パブリッシングは後述の移植版を含め角川ゲームスより行われている。

## 概要
PC版用の高難易度モード「MASTERモード」を実装した追加パッチ「マニアックス」が無料配信。Xbox 360版で後述のXbox 360版の一部追加要素のフィードバック「Xbox360版発売記念パッチ」が無料配信。2011年10月20日に前述のパッチ適用済みの「円卓の生徒プレミアム」が発売された。

## ゲーム内容
3Dダンジョン探索型のファンタジーRPG。プレイヤーは主人公である円卓の騎士のリーダー「エクス」の転生体となり、いずれ円卓の騎士となる仲間「円卓の生徒」を率いる先生として、彼らと絆を深め来る魔王との決戦に備える。
基本的なシステムはウィザードリィに近いが同社の作品「GENERATION XTHシリーズ」に比べ初心者に配慮した作品となっている。

## ストーリー
魔城ドレイゴオルにおける光と闇の最終決戦、円卓の騎士と魔王との戦いは光の敗北で終わり、そうして100年の月日が経った。かつて倒れた光の守護者である円卓の騎士は、新たな肉体を得て地上に降り立つ。光の騎士は魔王を倒す宿命を果たすため、円卓の騎士となる生徒たちを導き、闇に打ち勝つ強い絆を紡ぐ。今再び、光と闇との戦いが幕を開ける。

## Xbox 360版
2011年2月10日に発売された円卓の生徒のXbox 360移植版。なお本作品がエクスペリエンス初の家庭用ゲーム機への移植である。本作ならではの追加要素がある。それに伴ってPC版にも一部の追加要素を反映したフィードバックパッチの提供が行われた。2012年2月23日に角川ゲームズから廉価版『円卓の生徒 -Students of Round- DRPG SELECTION』から発売された。
追加要素
- 新規ダンジョンなどのやり込み要素[5]。

PC版の追加パッチのMASTERモードを内包。
- インターフェース改良とプレイアビリティ向上[5]。

1280×720の高解像度への対応。PC版では4：3のトリミングでカットされていたのをノーカット表示。
- シナリオに新規イベントグラフィック[5]。
- 新規モンスター、新規グラフィック[5]。
- 新BGM追加[5]。
- 実績機能。

## PSP版
円卓の生徒のPSP移植版。本作はエクスペリエンスと角川ゲームスの協業プロジェクト"DRPG PROGRESS"の第1弾として発表された。主題歌、キャラクターボイスの追加、PSPの解像度に合わせたキャラクターグラフィックの変更、および新規レアアイテム「神村正」の追加が行われている。この作品の主題歌は同作でルーミを演じてる声優の喜多村英梨が歌うタイアップソングである。

### 主題歌
「Destiny」
歌：喜多村英梨 / 作詞・作曲：山崎寛子 / 編曲：河合英嗣・山崎寛子

## 登場人物
キャラクターボイスについてはPSP版のものを記述する。キャラ設定はPC/Xbox 360版とPSP版で若干ことなる。

### メインキャラクター
エクス・ランドライト
ベースクラス：ヴァリアント。外見年齢：10〜30代。性別：男性/中性/女性。種族：ヒューマン
本作の主人公。パーティのリーダーにして「円卓の生徒」たちの先生でもある。生徒たちからは基本的に一貫して「先生」と呼ばれる。
名前は変更可能で、年齢/性別/身長はゲーム開始時の選択した容姿に対応する。
サウル・ハイフィールド
CV：西原翔吾
種族：ヒューマン。年齢：16歳。性別：男性。ベースクラス：ファイター。
ミグミィ族の村に住むヒューマンの少年。父は旅商人だが、騎士に憧れている。
PSP版では17歳に変更。
エルサリア・アーレンティール
CV：沢城みゆき
愛称：エルサ。種族：エルフ。年齢102歳。性別：女性。ベースクラス：ウィザード。
エルフの族長ヴィンドールの養女、次の族長となる巫女に選ばれた者。長寿の種族であるためヒューマンの年齢では10代の少女。
ルミーナ・クライス・グロムバルグ
CV：喜多村英梨
愛称：ルーミ。種族：ヒューマン。年齢：16歳。ベースクラス：パラディン。
魔王に滅ぼされた旧グロムバルグ王家の王女。幼い頃にアーレンティールに逃れてきたため、エルサとは幼なじみ。
赤みがかった茶髪であったが、PSP版では赤髪に変更。
ロロン
CV：秋奈
種族：ミグミィ。年齢17歳。性別：女性。ベースクラス：ヒーラー。
光の精霊フェニックスを信仰する、ミグミィ族の癒し手。サウルとは幼なじみ。幼い容姿だが、ミグミィ族としては大人の娘である。
バーゴレグ・ドレンギル・フィンブルタール
CV：チャオササキ
愛称：バーゴ。種族：ドワーフ。年齢：67歳。性別：男性。ベースクラス：ファイター。
魔王に滅ぼされた一族の生き残りを探し、放浪の旅をしているドワーフ。威厳のある風格だが、エルフに次ぐ長寿の種族であるためヒューマンの年齢ではまだ20代の青年である。
ポポログ
CV：成田佳恵
種族：ミグミィ。年齢：19歳。性別：男性。ベースクラス：レンジャー。
トレジャーハンターを自称するミグミィ族。トラブルメーカーである調子者。
ミンツ・フェアグリン
CV：平辻朔耶
種族：エルフ。性別：男性。年齢：141歳。ベースクラス：アルケミスト。
エルフの族長ヴィンドールを補佐するエルフの青年。
チュップ
CV：中上育実
種族：フェアリー。性別：女性。ベースクラス：ドルイド。
妖精の女王からある使命を受け、人間界に遣わされた妖精の娘。
マイコ・セーリュー
CV：田村マミ
愛称：マイ。種族：ネイ。年齢：23歳。ベースクラス：サムライ。
異国よりアルダに流れついた、ネイ族の娘。
マァリン
CV：広橋涼
種族：セラフ。
円卓の城ロンドエールの番人である魔法人形。

### サブキャラクター
ピロス
CV：花方涼真
種族：ヒューマン。性別：男。クラス：パラディン。
かつて魔王との戦いに参加した円卓の騎士。転生前の主人公とは親友であり、伝説では最期の時までともにあったという。
エラステ
種族：エルフ。性別：女性。クラス：ウィザード。
ピロスと同じく、魔王との戦いに参加した円卓の騎士。主人公とともに死んだと伝えられている。
ボーノン
種族：ミグミィ。
ミグミィ族が住むフューミ村の村長。カイルに託されたサウルと、孤児のロロンの親代わり。
ヴィンドール
種族：エルフ。
アーレンティールに住むエルフの族長。エルサの養父でエラステの父。
ギルバロ
種族：ドワーフ。
バルハール大坑道から逃げ延び、ミストアイルに住むドワーフ達のまとめ役。
エレソール
種族：ヒューマン。
百年前のグロムバルク王家の宰相を務めていた人物。
ムカブ
種族：獣人。
ゴブリン達のボス。
バスクル
種族：不死。
50年前に死んだバーゴの弟。オーマの波動に操られ生ける屍となっている。
モラミッタ
種族：魔族。
バルハール大坑道で禁断の実験を繰り返す魔女。
アルマデル
CV：比嘉良介
種族：不死。
ヴァンパイアの王。
その正体は、オル=オーマに支配されて名前を奪われた冥府の王で、本来の名は「ルキフェル」。その為、闇の眷属でありながらオル=オーマに敵意を漲らせている。
オル=オーマが敗北したことで支配が解かれ、さらに自身の管轄である冥府に堕ちた魔王を逆に支配することに成功。新たなる魔王として君臨する。
オル=オーマ
CV：大熊誠一郎
種族：神。
闇の魔王。人の心の闇を意のままに操り、魅了する強い力「オーマの波動」を持つ。
オーマの波動を受けたものはアンデッドと化し、傷を受けなければそのままの姿で生き続ける。さらに深く影響を受けたものはリッチと呼ばれる存在となり、オーマの波動を使えるようになる。リッチは名称の頭に「オル」がつく(例：オル＝ワイバーン)。
波動によって変化したアンデッドであればオル=オーマ撃破後に元に戻れるが、リッチになってしまうとその魂は闇に囚われ救われることはなくなってしまう。続編にあたる「剣の街の異邦人」にて、400年経ってもその魂は解放されないままであることが判明している。

## 職業（クラス）
各キャラクターのソウルランクが一定値に達すると固定のベースクラスとは別に、補助のクラス（サブクラス）を付けることが可能になる。また、一部のキャラクターは条件を満たすことでベースクラスが上級クラスに変化する。
リメイク版ではベースクラスも自由に変更可能になった。
ヴァリアント
円卓の騎士たちを率いる光の守護者。バランス良く、高い戦闘力を持つ。歌によりパーティの士気を上げることもできる。
ファイター
ほとんどの武具を装備できる、戦いのスペシャリスト。
パラディン
攻撃力の高さと、味方を守ることに長けた聖騎士。
サムライ
あらゆる戦闘で力を発揮する、異国の剣士。
レンジャー
野を駆け山を巡る狩人。ダンジョンでは重宝する探索技術を持つ。
ウィザード
攻撃呪文の専門家であるが、非力で打たれ弱い。
ヒーラー
回復呪文を得意とするだけでなく、前方に立つことができるたくましさも兼ね備える。
アルケミスト
多少の呪文も扱え、アイテム調合やアイテム効果を増倍させる能力を持つ。
ドルイド
自然の力を操る呪文を習得し、モンスターを従わせる能力も持つ。

## 参考
- エクスペリエンス公式サイト
- 『円卓の生徒ビジュアルブック』 2010年4月30日発売 96頁